# Stathelle
Stathelle is een plaats in de gemeente Bamble in de Noorse provincie Telemark.
Stathelle is een oude handelsstad. In de 19e eeuw was het een belangrijke handelshaven, waarvan vooral de uitvoer van hout van belang was. Een der grootste handelshuizen op dit gebied was te vinden in deze stad. In 1929 vestigde zich de scheepswerf Hansen & Arntzen Co AS in Stathelle, en deze restaureert en repareert oude schepen. 
In 1851 werd Stathelle losgemaakt van Bamble als een zelfstandige gemeente. In 1964 fuseerden Stathelle en Langesund weer met Bamble.
In 1962 werd de Brevikbrug gebouwd, welke Stathelle met de stad Brevik verbindt.

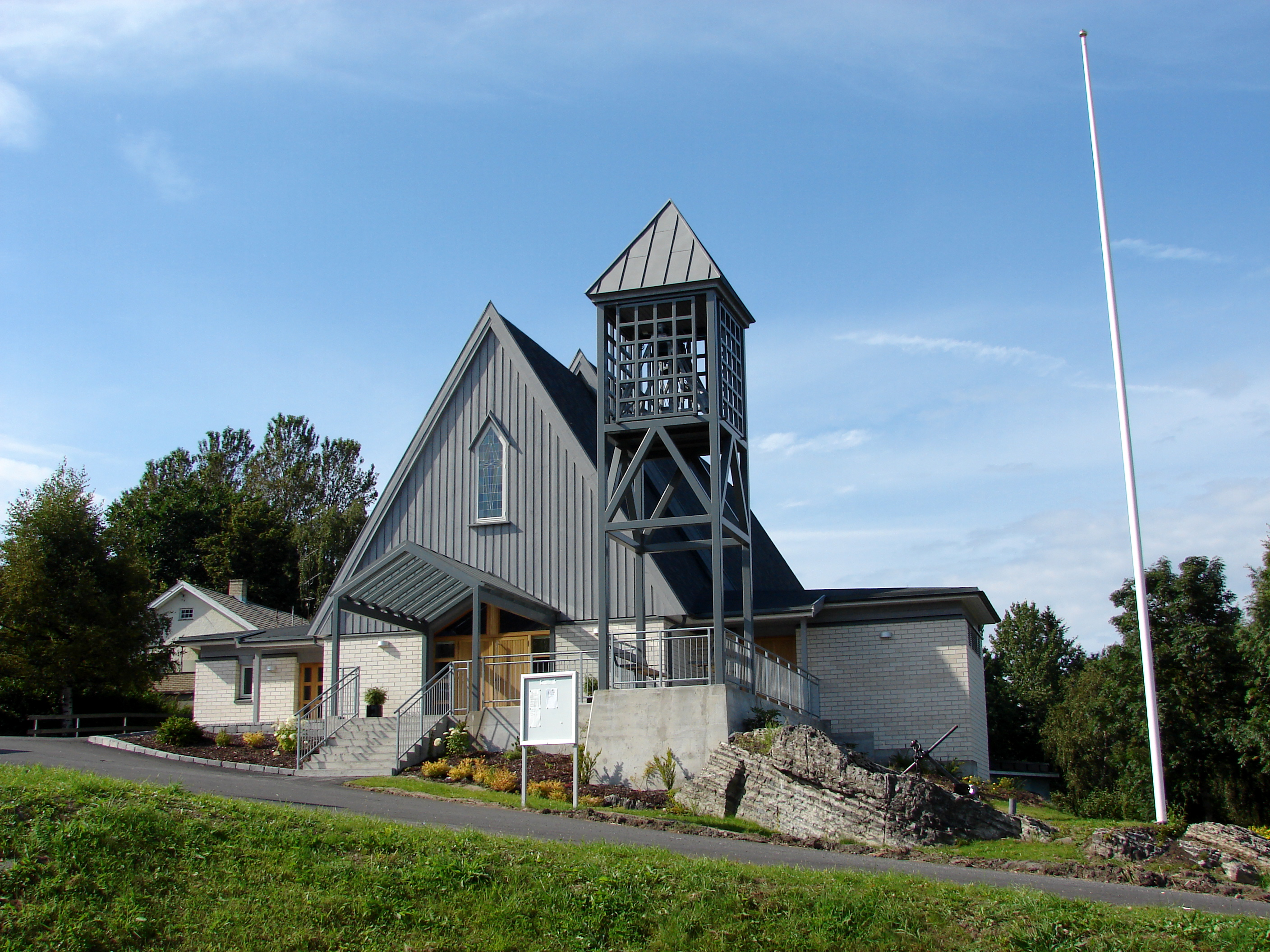
Kerk
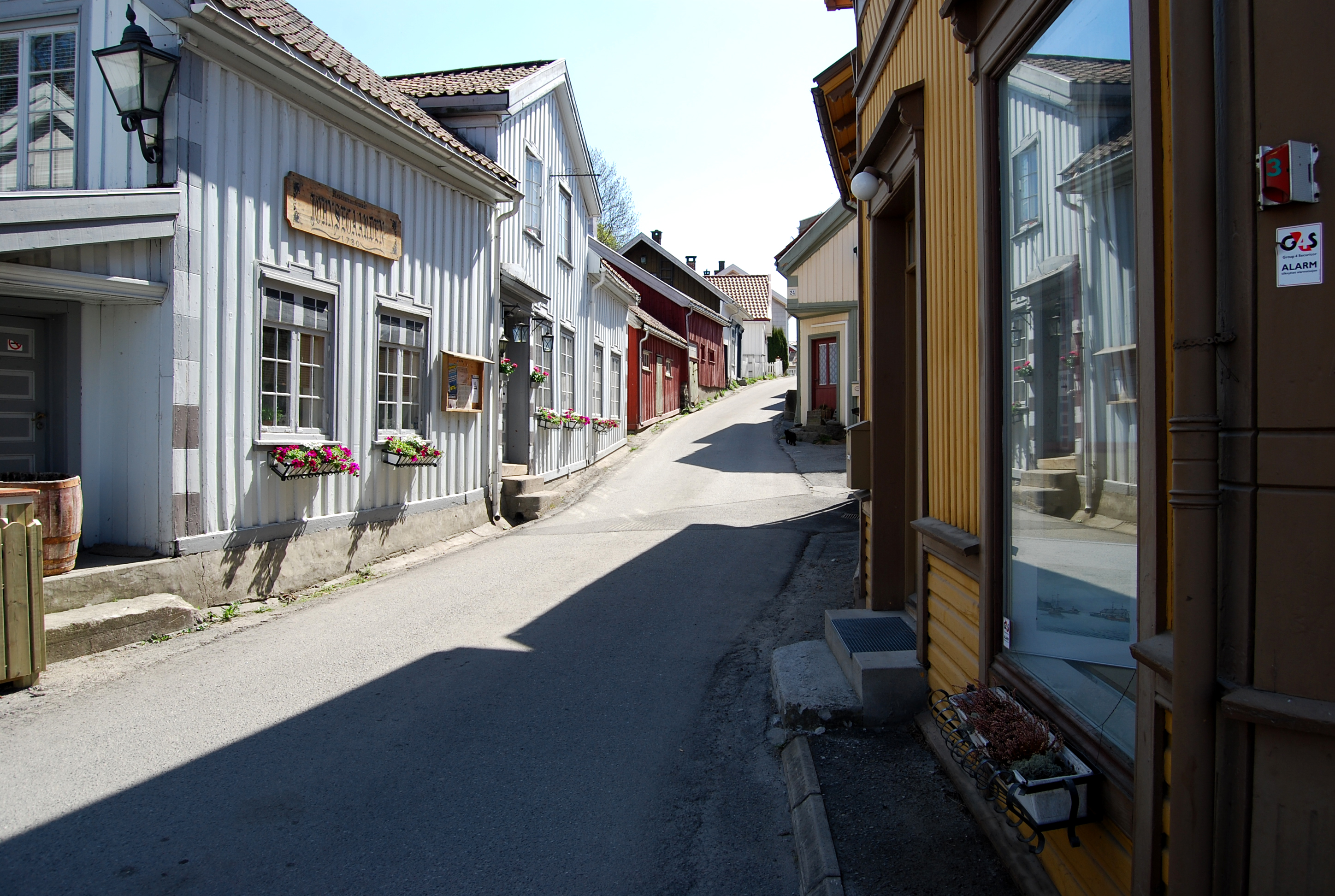
Straatbeeld
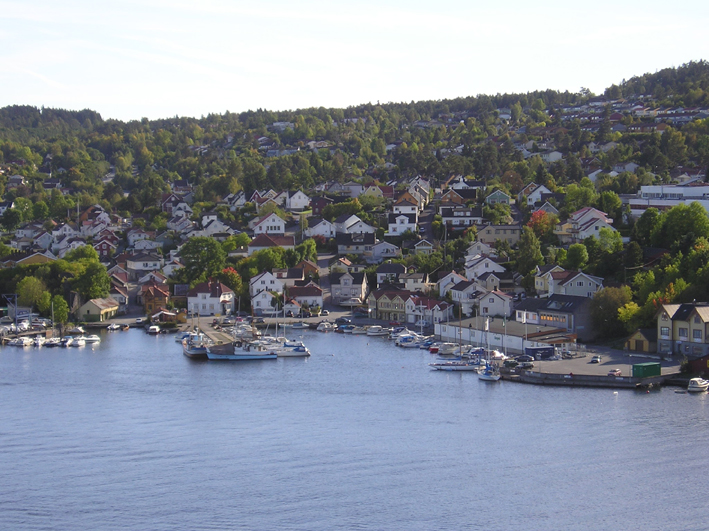
Panorama